# Чувашский государственный театр кукол
ГУК «Чувашский государственный театр кукол» (чув. Чăваш патшалăхĕн пукане театрĕ) — кукольный театр, расположенный в Чебоксарах. 
В творческой практике театра органично сочетаются две линии: традиционно-европейская и национальная. За годы работы создано более 200 спектаклей.

## История

### Советский период
Открытию театра предшествовала деятельность Республиканского передвижного театра кукол, организованного летом 1943 года в городе Ядрин из числа артистов, эвакуированных из блокадного Ленинграда, и любителей театра из местной самодеятельности. В 1944 году Республиканский передвижной театр кукол был переведен в город Чебоксары и размещён в здании Дома пионеров. 
20 сентября 1944 года решением Бюро Чувашского обкома ВКП(б) открыт Чувашский театр кукол. 
В январе 1945 года театр был переименован в Чувашский государственный театр кукол и приступил к работе как профессиональный коллектив с набранным штатом сотрудников под руководством драматурга С. М. Мерзлякова. Некоторое время театр располагался в здании бывшего Свято-Троицкого монастыря. 15 апреля 1945 года состоялась премьера спектакля «Три подружки» по пьесе  директора и художественного руководителя, режиссёра С. М. Мерзлякова. Этот день считается днем создания театра.
С 1951 года кукольная бригада продолжила работать при Чувашской государственной филармонии. С 1958 года театр продолжил деятельность под руководством М. К. Антонова — ученика С. В. Образцова.

### Постсоветский период
В 1991 году театр был переведен в здание, расположенное в доме 15 на Президентском бульваре. В 1990–1993 годах главным режиссером театра являлся Владислав Панкратов.
Директор театра, заслуженный работник культуры Чувашской Республики Е. А. Абрамова. Художественный руководитель театра, заслуженный артист Чувашской Республики Ю. М. Филиппов.

## Знаменитые актёры
В театре служила Алфёрова, Надежда Валентиновна — Заслуженный деятель искусств Российской Федерации (2008)
Современный (2023) состав театра ведут:
- Тимофеева Алевтина Михайловна — Народная артистка Чувашской Республики
- Харькова Елена Владимировна — Народная артистка Чувашской Республики

## Награды, премии
- В 1996 году за заслуги в области театрального искусства коллектив становится лауреатом Молодёжной премии Чувашии им. М. Сеспеля.
- Театр является членом Международной ассоциации деятелей театров кукол — УНИМА, Всероссийской ассоциации «Театр кукол – 21 век»[4].